# 43va Heartless
| Recensione | Giudizio |
| ---------- | -------- |
| Pitchfork  | 7.5/10   |

43va Heartless (stilizzato 43VA HEARTLESS) è il secondo album in studio del rapper statunitense Moneybagg Yo, pubblicato il 24 maggio 2019 da Collective Music Group, Bread Gang Entertainment, N-Less Entertainment e Interscope Records.

## Descrizione
43va Heartless è il terzo e ultimo capitolo della serie di album Heartless di Moneybagg Yo, dopo Heartless (2017) e 2 Heartless (2018). Presenta collaborazioni con Gunna, le City Girls, Offset, Lil Durk, Blac Youngsta e Kevin Gates. L'album ha debuttato al numero quattro nella classifica statunitense.

## Successo commerciale
43va Heartless ha debuttato al numero quattro della Billboard 200 negli Stati Uniti, raggiungendo le 40.000 unità equivalenti ad un album (comprese 5.000 vendite di album fisici) nella prima settimana. Inoltre Dior, il brano presente nell'album, in collaborazione con Gunna è stato certificato disco d'oro.

## Tracce
1. Relentless Again – 2:42 (Demario White, Jr., Robert Gullatt)
2. Drais – 2:45 (White, Jr., Dylan McKinney, Gullatt)
3. Dior (feat. Gunna) – 2:53 (White, Jr., Sergio Kitchens, McKinney)
4. Part of da Game – 2:59 (McKinney, Gullatt)
5. 4 da Moment (feat. City Girls) – 2:22 (White, Jr., Caresha Brownlee, Jatavia Johnson, Gullatt)
6. Toxic – 2:33 (White, Jr., Gullatt)
7. Style Ain't Free (feat. Offset) – 2:35 (White, Jr., Kiari Cephus, June James)
8. On My Soul (feat. Lil Durk) – 2:55 (White, Jr., Durk Banks, James)
9. No Filter – 2:50 (White, Jr., Brytavious Chambers)
10. Commotion – 3:12 (White, Jr., Eduardo Earle)
11. Blac Money (feat. Blac Youngsta) – 3:24 (White, Jr., Samuel Benson, McKinney, Gullatt)
12. Wat3va I'm Wit – 3:15 (White, Jr., McKinney, Gullatt)
13. Headstrong (feat. Kevin Gates) – 2:31 (White, Jr., Kevin Gilyard, Milan Modi)
14. Word 4 Word – 3:25 (White, Jr., Gullat, Rockamore)

Durata totale: 40:21

## Formazione
Crediti adattati da Tidal.
Musicisti
- Moneybagg Yo – voce
- Gunna – voce aggiuntiva (traccia 3)
- City Girls – voce aggiuntiva (traccia 5)
- Offset – voce aggiuntiva (traccia 7)
- Lil Durk – voce aggiuntiva (traccia 8)
- Blac Youngsta – voce aggiuntiva (traccia 11)
- Kevin Gates – voce aggiuntiva (traccia 13)

Produzione
- Drum God – produzione (tracce 1, 2, 4-6, 11, 12, 14)
- DMacTooBangin – produzione (tracce 2-5, 11, 12)
- Seph Got the Waves – produzione (traccia 6)
- P.Kaldone – produzione (traccia 6)
- June James – produzione (tracce 7,8)
- Tay Keith – produzione (traccia 9)
- Fuse – produzione (traccia 10)
- Nagra – produzione (traccia 10)
- Yung Lan – produzione (traccia 13)
- Javar Rockamore – produzione (traccia 14)

Personale tecnico
- Skywalker OG – ingegneria del suono, missaggio (tutte le tracce)
- Leo Goff – missaggio (tutte le tracce)
- Tony Wilson – mastering (tutte le tracce)

## Classifiche
| Classifica (2019)         | Posizione massima |
| ------------------------- | ----------------- |
| Stati Uniti               | 4                 |
| Stati Uniti (R&B/Hip-Hop) | 3                 |